# Jokioinen
Jokioinen (Zweeds: Jockis) is een gemeente in de Finse provincie Zuid-Finland en in de Finse regio Kanta-Häme. De gemeente heeft een landoppervlakte van 180,42 km² en telt 4.990 inwoners (2022).

## Geboren in Jokioinen

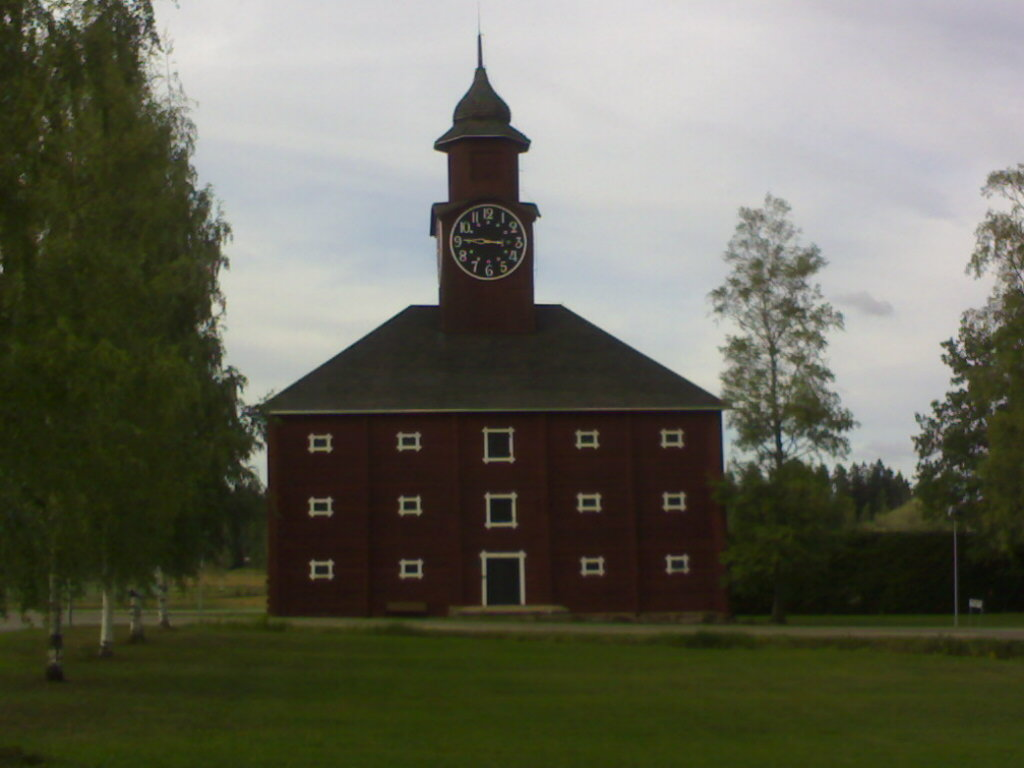
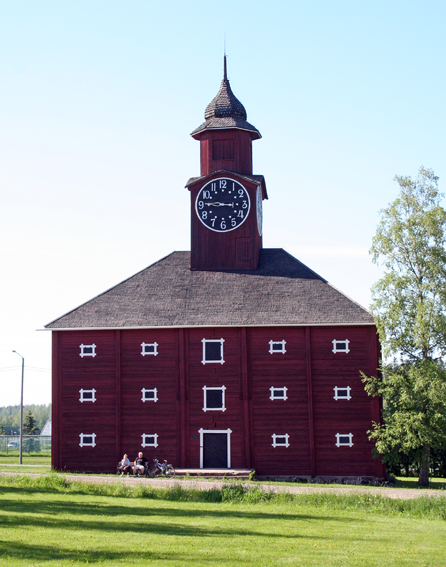
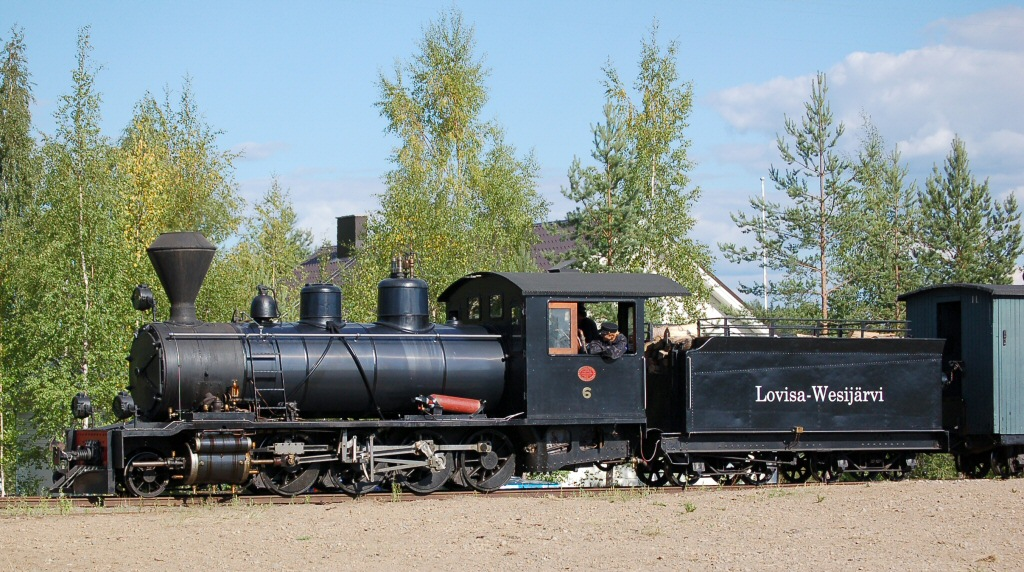
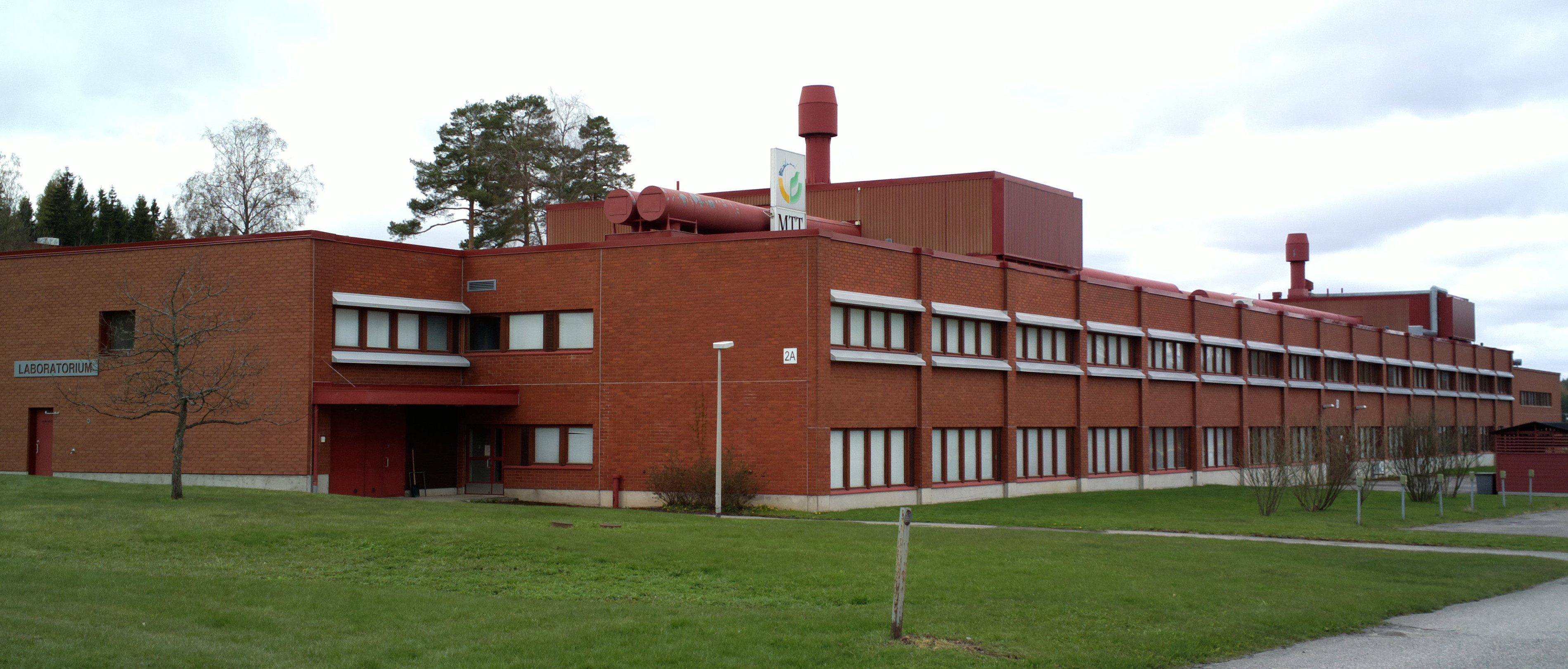
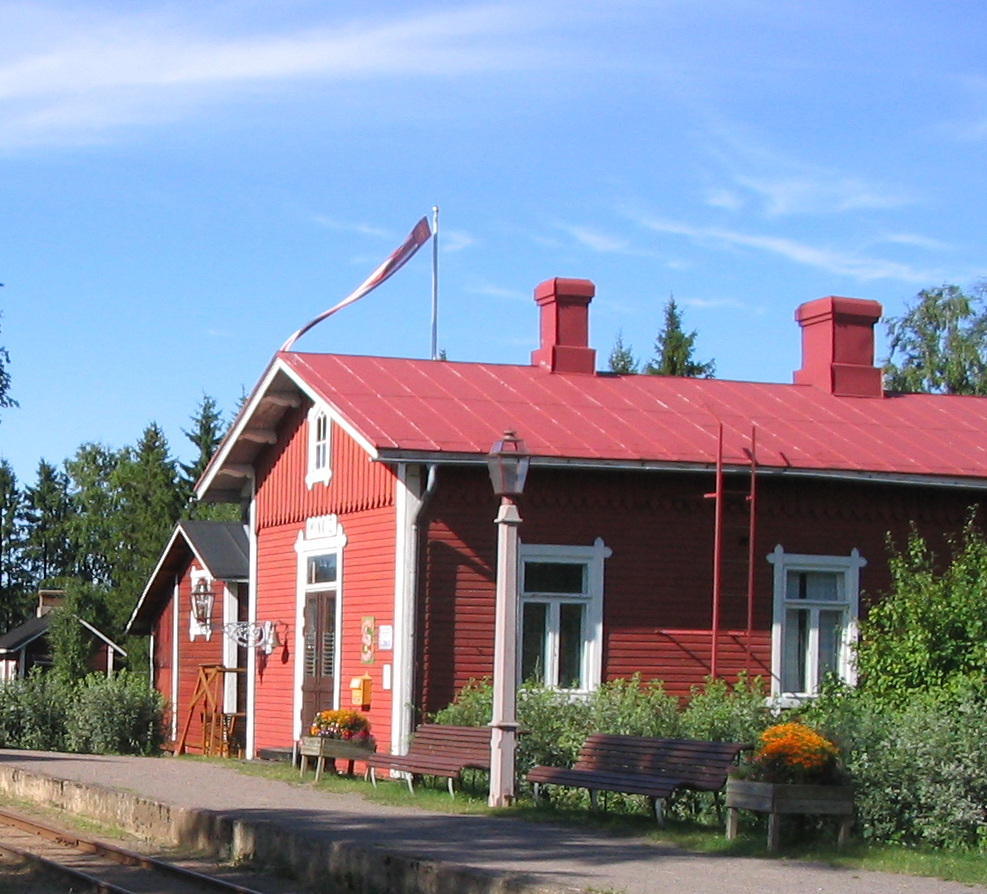

- Anneli Saaristo (1949), zangeres